# Alejandro Chacín
David Alejandro Chacin (nacido en Maracay, Estado Aragua, Venezuela, el 24 de junio de 1993) es un lanzador de la Liga Venezolana de Béisbol Profesional (LVBP), para los Leones del Caracas.

## Carrera como beisbolista

### 2010
El 23 de febrero de 2010, los Cincinnati Reds firmaron a Alejandro Chacín a un contrato de ligas menores.

### 2011
El 20 de junio de 2011, 
Alejandro Chacin es asignado a los AZL Reds de la Arizona League clase Rookie.

### 2012
16 de junio de 2012, Alejandro Chacin es asignado a Billings Mustangs de la Pioneer League clase Rookie.

### 2013
El 1 de abril de 2013, Alejandro Chacin' asignado a Dayton Dragons de la Midwest League Clase A (Media).

### 2014
En la LVBP
El 9 de octubre de 2014, Alejandro Chacin es asignado a Navegantes del Magallanes de la Liga Venezolana de Béisbol Profesional.
El 9 de diciembre de 2014,
Los Tigres de Aragua intercambió al C Gustavo Molina a los Navegantes del Magallanes por el RHP Alejandro Chacin.

### 2015
El 17 de mayo de 2015,
Alejandro Chacin es asignado a los Daytona Tortugas de la Florida State League Clase A Avanzada (Fuerte).
El 20 de septiembre de 2015, Alejandro Chacin es asignado a los Tigres de Aragua de la  Liga Venezolana de Béisbol Profesional.

### 2016
El 6 de abril de 2016, Alejandro Chacin es asignado a Pensacola Blue Wahoos de la Southern League clase Doble A.

### 2017
El 3 de abril de 2017, Alejandro Chacin es asignado a Louisville Bats de  International League clase Doble A.
En la MLB
El 23 de agosto de 2017, Alejandro Chacin debuta en la MLB con los Rojos de Cincinnati.
En la LVBP
El 31 de octubre de 2017, Alejandro Chacin es asignado a los Tigres de Aragua de la LVBP para la temporada 2017-2018.

### 2018
En la MLB
Chacín firmó con los Sugar Land Skeeters de la South Atlantic League a principios de 2018. Su contrato fue adquirido por los Rojos de Cincinnati el 23 de mayo de 2018.
En la LVBP
El 12 de octubre de 2018, Alejandro Chacin es asignado a los Leones del Caracas de la Liga Venezolana de Béisbol Profesional para la temporada 2018-2019. El cambio de Tigres a Leones, y su nuevo reto como profesional tras pactar con los Bravos de León de la pelota mexicana. Para este 2018, el maracayero fue invitado a la pretemporada del conjunto leonés según VAVEL – México junto a sus compatriotas Yohan Pino y Gabriel García.
En la MLB
Tras ocho años en la organización de los Rojos de Cincinnati, y participar en Las Mayores en el 2017, Chacin fue declarado agente libre. Con el equipo grande de “la maquinaria roja” en la zafra pasada dejó una efectividad de carreras limpias de 10.50 en seis innings.

### 2019
El 13 de marzo de 2019, Chacín fue cambiado a los Lancaster Barnstormers de la Liga Atlántica de Béisbol Profesional.